# Palau de Beniel
El Palau del Marquès de Beniel es considera l'edifici civil més important de la ciutat de Vélez-Màlaga, a la província de Màlaga.

## Història
Tota la història d'aquest edifici comença amb la unió de dues famílies, els Molina de Múrcia i els Medrano de Soria. El 20 de gener de 1536 a Sant Sebastià, Antonio de Molina juntament amb altres quatre cavallers, van matar d'Alonso Carrillo de Barnús, i com a conseqüència es va veure obligat a bandejar-se refugiant-se a Vélez-Màlaga. Així va ser com van començar les relacions entre Vélez i Beniel. Antonio era fill de D. Alonso de Molina, Jurado de la Ciutat de Múrcia i cavaller de merescuda fama, i de Dª Loeonor Rodríguez de Carrión.
A Vélez-Màlaga, Antonio de Molina va contreure matrimoni amb María de Medrano, filla del alcaide de la seva fortalesa Juan de Medrano i de Francisca de Barrionuevo, tots dos naturals de Soria i arribats al segle xv amb la conquesta de Granada. Antonio va aconseguir un títol de regidor de l'Ajuntament veleño, apareixent ja com a tal en les actes capitulessis de 1562, servint ell mateix fins a 31 de gener de 1570 en què va renunciar al càrrec en el major dels seus fills, Juan. Tots dos van ser Capitans per la guarda i defensa de la ciutat de Cabildo en la rebel·lió dels Moriscs.
Un altre dels fills d'Antonio, va anar Alonso de Molina de Medrano (1549-1616). Existeixen autors que afirmen que va ser Col·legial en el Major de Sevilla, alguna cosa que es contradiu amb el seu expedient de Caballero de Santiago, on apareixen referències a les proves de neteja de sang que es van realitzar per entrar com a col·legial a Granada. Inquisidor a Còrdova i Zaragoza, ciutat en la qual es trobava en 1591 durant la revolta popular relacionada amb la presó d'Antonio Pérez i Juan Francisco Mayorini en la qual va tenir un paper decisiu, per la qual cosa va ser promogut al Consell Real d'Índies (1592) i posteriorment va ser nomenat Caballero de Santiago. També va ser comendador de Benazusa i de Villafranca, conseller de la Càmera d'Índies i ambaixador a Lisboa (1601). Es va casar amb Francisca d'Hinojosa i Montalvo, amb la qual no va tenir descendència.
Don Alonso Molina de Medrano va manar a construir un Palau que servís de residència. El contracte es va signar a Màlaga un 6 de desembre de 1609, l'obra s'aixecaria conforme a un plànol lliurat al conseller real D. Luis Tello Eraso, pel comendador amb totes les directrius a seguir, i que desgraciadament no es va adjuntar a l'escriptura. Les obres de la casa van començar el gener de 1610, de les quals no es té més notícies fins a juliol de 1612, data en la qual l'obra es troba pràcticament acabada, encara que van quedar algunes obres pendents per fer. Les últimes obres de les quals es té constància consten de l'any 1916 amb la reparació de la teulada del saló principal. El cost final va ser de 3275 ducats.
En no tenir fills, una manera de conservar el que deixava en un sol patrimoni era fundar un mayorazgo, i després de la seva mort va llegar la seva mayorazgo i possessions als seus nebots, els marquesos de Beniel. Alonso va testar a Madrid i va morir en 1616, sent traslladats les seves restes a la capella major del Real Convent de Francisco de Vélez-Màlaga, on ja reposaven les restes dels seus pares, de la qual era patró i que formava part del mayorazgo que va fundar.
En 1861 a la ciutat d'Alacant, Dª Escolàstica Palavicino, marquesa vídua de Beniel i Peñacerrada, va atorgar poder a D. Juan Nepomuceno Enríquez, veí de Vélez-Màlaga i Diputat Provincial, perquè procedís a atorgar l'escriptura de venda de la casa palau propietat de D. Antonio Pascual, marquès de Beniel i Peñacerrada, a favor de l'Excm. Ajuntament de Vélez-Màlaga.
Com a propietat municipal va tenir múltiples destinacions: alhóndiga, Institut Lliure Municipal de Segon Ensenyament en 1871, i a partir de 1877 van conviure a més els Jutjats de Primera Instància i Municipal, el Registre Civil, Correus i Telègrafs i el Batalló d'Infanteria de Dipòsit. En 1899 es desallotja el palau per convertir-ho en ajuntament, romanent com a tal fins a 1982.
L'any 1988 aquest edifici ja està totalment restaurat i es converteix a la seu de la Fundació María Zambrano, situada en la planta alta, on avui dia es poden visitar els fons de la pensadora, els quals van ser donats a la ciutat, així com la seva magnífica biblioteca. També alberga la Regidoria de Cultura de l'Ajuntament de Vélez-Màlaga.

## Descripció
En posicionar-nos davant aquest palau, es poden observar els escuts nobiliaris flanquejant l'entrada principal, ressenya del marquesat. Artísticament, el resultat va ser un edifici amb portada manierista clarament influenciat per les obres de Sebastían de Serlio, a qui Molina Medrano va haver de tenir especial admiració, on s'aprecia la llibertat del caràcter protobarroco. Una escala imperial amb coberta de caràcter renaixentista, de dues plantes més l'àtic, al pati trobem columnes llaurades en pedra d'una sola peça que sostenen arcs de mig punt, de signe clàssic i tradició mudèjar reactivada en el barroc, balconades de forja, artesonado de fusta a l'interior pujant des del pati a la primera planta.
En l'actualitat, compta amb una sala d'exposició permanent, amb un arxiu municipal on es poden consultar documents històrics, fotografies, periòdics i altres testimoniatges representatius del passat de Vélez-Màlaga. L'edifici té una sala dedicada al poeta i pintor veleño Joaquín Lobato, qui també va donar tot el seu patrimoni a l'ajuntament. A la sala es mostren els treballs realitzats pels escolars sobre l'autor.
També podem trobar al pati central alguns de les restes trobades en els jaciments del municipi. A l'edifici es poden celebrar cerimònies com a noces civils, exposicions, actes culturals i també és usat com a col·legi electoral. L'immoble està connectat per la seva banda posterior amb el Centre d'Estudis de l'Exili, que compta amb un saló d'actes amb capacitat per 250 persones.